# Юрьевецкий уезд
Юрьевецкий уезд — административно-территориальная единица в Русском царстве, Российской империи и РСФСР, существовавшая в 1727—1929 годах.
Уездный город — Юрьевец.

## География
Уезд располагался на юге Костромской губернии, площадь уезда в 1897 году составляла 3 006,8 верст² (3 422 км²).
В составе Иваново-Вознесенской губернии уезд располагался на востоке, площадь в 1926 году составляла 5 500 км².

## История
Юрьевецкий уезд известен с допетровских времён. В 1708 году уезд был упразднён, а город Юрьевец отнесён к Казанской губернии. В 1713 году Юрьевец отошёл к Нижегородской губернии. В 1727 году уезд в составе Нижегородской провинции Нижегородской губернии был восстановлен. Юрьевецкий уезд почти весь состоял из дворцовых волостей.
В 1778 году уезд был отнесён к Костромскому наместничеству. В 1796 году Костромское наместничество было преобразовано в Костромскую губернию, а в состав Юрьевецкого уезда вошла территория упраздненного Лухского уезда.
По сведениям книги «Церкви Костромской епархии» (СПб., 1909), в селе Макаровском Юрьевецкого уезда в XIX веке имелась «деревянная исправленная в 1858 году церковь во имя преподобного Тихона Лухского».
Период 1917—1921 годов характеризовался значительными территориальными перегруппировками губернского и уездного значения, которые зачастую осуществлялись или предполагались на основании различных мотивов, включая экономическую однородность, характер расселения, пути сообщения и исторические условия. Эти изменения нередко происходили явочным порядком, в русле революционного строительства, и лишь затем получали санкцию центрального правительства.
В 1912 году начато строительство лесопильного завода Торгового дома «Геллер и К°» при деревни Курбатиха Обжерихинской волости.
Летом 1918 года, в ходе формирования новой «красной» Иваново-Вознесенской губернии, декретом Совета Народных Комиссаров был санкционирован отход от Костромской губернии в состав Ивановской целиком Кинешемского и Юрьевецкого уездов. Таким образом, в 1918 году уезд был передан в состав вновь образованной Иваново-Вознесенской губернии. Это решение вызвало серьезные противоречия в уезде. Западная часть Юрьевецкого уезда тяготела к новому индустриальному центру — селу Родники, связанному с Иваново-Вознесенским промышленным районом. Жители Родников и окрестных волостей были инициаторами присоединения к «красной» губернии, рассматривая это как экономически выгодное решение. Родниковцы активно агитировали за создание нового уезда с центром в Родниках, что, однако, не было реализовано.
Центральные и восточные волости, в основном сельскохозяйственные, не хотели присоединяться к «пролетарской» губернии, видя в этом угрозу своим экономическим интересам. Благовещенская и Соболевская волости открыто выражали свою позицию против присоединения, а Макатовская и Мордвиновская приводили доводы о различии экономики и приоритетов крестьян и фабричных рабочих. Часть населения занимала индифферентную позицию, а Худынский волостной совет был не против присоединения, но подчинялся решению соседних волостей.
Юрьевецкий уездный Совет, поддерживал идею присоединения к Иваново-Вознесенской губернии и не считался с мнением отдельных волостей. Решение о присоединении было принято на уездном съезде, где голоса рабочих имели больший вес, чем голоса крестьян. Крестьяне протестовали, требуя пропорционального представительства, и временно покидали заседание. Несмотря на протесты и сопротивление большинства крестьян, решение о присоединении было принято.
После постановления СНК протестам населения волостей не придавалось значения. Например, Обжерихинский волостной совет получил жесткий отказ на запрос о подчинении Костроме. Также население Луха отмечало слабое продовольственное снабжение из Иваново-Вознесенска, что влияло на их решение остаться в Костромской губернии.
В 1922 году территория увеличена за счёт присоединения 12 волостей упразднённого Ковернинского уезда Костромской губернии.
В 1924 году постановлением ВЦИК Кандауровская, Горбунихинская и Дьяконовская волости были объединены в Пучежскую волость. Также в 1924 году из состава уезда выделен Родниковский район.
14 января 1929 года Иваново-Вознесенская губерния и все её уезды были упразднены, большая часть Юрьевецкого уезда вошла в состав Юрьевецкого района Кинешемского округа Ивановской Промышленной области.

## Административное деление
В 1890 году в состав уезда входило 23 волости
| № п/п | Волость            | Волостное правление        | Число селений | Население |
| ----- | ------------------ | -------------------------- | ------------- | --------- |
| 1     | Благовещенская     | с. Благовещенское          | 42            | 4756      |
| 2     | Болотновская       | с. Болотново               | 21            | 4240      |
| 3     | Воскресенская      | д. Крайчиково              | 18            | 2340      |
| 4     | Горбунихинская     | д. Рассадино               | 139           | 7941      |
| 5     | Дьяконовская       | с. Сеготь                  | 136           | 8072      |
| 6     | Кандауровская      | с. Кандаурово              | 164           | 8459      |
| 7     | Макатовская        | с. Макатово                | 33            | 3776      |
| 8     | Махловская         | д. Титково                 | 108           | 7267      |
| 9     | Мелечкинская       | с. Мелечкино               | 16            | 2061      |
| 10    | Мордвиновская      | д. Мордвиново              | 150           | 7292      |
| 11    | Ново-Воскресенская | с. Ново-Воскресенское      | 35            | 2841      |
| 12    | Обжерихинская      | с. Борисоглебское          | 132           | 7082      |
| 13    | Парская            | с. Парское                 | 18            | 2743      |
| 14    | Подмонастырская    | с. Подмонастырская Слобода | 27            | 4892      |
| 15    | Покровская         | д. Котово                  | 27            | 4141      |
| 16    | Порздневская       | с. Порздни                 | 75            | 7199      |
| 17    | Родниковская       | с. Родники                 | 13            | 1854      |
| 18    | Семеновская        | с. Семеновское             | 39            | 3823      |
| 19    | Соболевская        | д. Соболево                | 19            | 1164      |
| 20    | Сосновская         | с. Сосновец                | 11            | 2189      |
| 21    | Филисовская        | с. Филисово                | 38            | 4870      |
| 22    | Худынская          | д. Худынское               | 24            | 3839      |
| 23    | Якушевская         | д. Смиренино               | 31            | 5731      |

В 1913 году в уезде был 1 заштатный город Лух и 23 волости.
В 1926 году в уезде было 8 волостей:
- Боярская,
- Валовская (центр — с. Спас-Валовское),
- Завражская,
- Лухская,
- Порздневская,
- Пучежская,
- Сокольская,
- Юрьевецкая.

## Население
По сведениям 1870 года в уезде проживало 115 819 человек (с городами 120 659 чел.). По данным переписи 1897 года в уезде проживало 121 498 человек, в другом источнике указано, что жителей, по переписи 1897 года, числится вместе с городом 128 837 душ обоего пола (59 617 мужчин, 69 223 женщин). В том числе русские — 99,9 %. В уездном городе Юрьевце проживало 4 776 чел., в заштатном Лухе — 1 965 чел. На 1919 год население уезда — 157 137 чел.
По итогам всесоюзной переписи населения 1926 года население уезда составило 180 112 человек, из них городское — 16 568 человек.

### Бурлаки
Юрьевецкий уезд был одним из главных центров бурлачества в Костромской губернии. Значительную часть бурлаков составляли выходцы из нагорной части уезда, принадлежавшей удельному ведомству. К ним также присоединялись крестьяне из соседних Ветлужского, Кологривского и Кинешемского уездов, жители Костромы, посада Пучеж и города Плёс.
Точную численность бурлаков определить было невозможно из-за неполноты статистических данных. Однако, по сведениям 1857 года, на Волге, Унже и Ветлуге трудилось около 20 тысяч человек, занимавшихся бурлачеством. Из них примерно 15 тысяч были уроженцами Юрьевецкого уезда, а остальные 5 тысяч — из других уездов Костромской губернии. Костромичи традиционно доминировали в этом промысле, который часто передавался по наследству. С детства они были знакомы с волжским судоходством и судопромышленностью, что способствовало их вовлечению в эту работу, воспринимавшуюся как привычное занятие.
Помимо бурлачества, многие жители уезда нанимались лоцманами, водоливами и завозчиками — должностями, требовавшими специальных знаний, опыта и честности. К бурлацкому труду привлекали с юных лет: мальчики с 12 лет могли работать кашеварами. Полноценными бурлаками становились с 15 лет и трудились наравне со взрослыми мужчинами вплоть до 60-летнего возраста, получая одинаковую плату. Тяжесть труда находила отражение в народных песнях.
Рабочий день бурлака длился от восхода до захода солнца, с перерывами только на еду. Работа велась в четыре смены: три смены тянули лямку, одна отдыхала. Праздники, за исключением Светлого Воскресенья, не освобождали от работы. Единственным настоящим отдыхом был попутный ветер, позволявший судам идти под парусом. Для тяги судов использовались также коноводные машины.
Непосильный труд, скудное питание и воздействие неблагоприятных погодных условий часто приводили к болезням (Ревматизм, простудные заболевания, болезни органов грудной клетки). Медицинская помощь практически отсутствовала: судовладельцы не заботились о здоровье работников, и заболевших нередко оставляли в ближайшем прибрежном селении или просто на берегу. В прошлом серьёзную угрозу представляла Холера, уносившая жизни многих судорабочих.
Несмотря на тяжелые условия, бурлаки, по свидетельствам современников, отличались добродушием, исполнительностью, честностью и добросовестностью. Они с уважением относились к старшим (старшинам артели) и редко доставляли проблемы местным властям. Одним из немногих развлечений была игра в орлянку или городки. Грамотность среди бурлаков была редкостью, так как образованный человек мог найти работу полегче. Они с недоверием относились к техническим новшествам (пароходам, железным дорогам, коноводным машинам), видя в них угрозу своему промыслу.

## Здравоохранение
В начале XX века в Юрьевецком уезде действовали следующие медицинские учреждения:
| Населенный пункт | Наименование учреждения                                      | Число коек | Разряд коек | Ближайшая ж/д станция | Расстояние до ж/д станции (в верстах) | Адрес учреждения                                                                        |
| ---------------- | ------------------------------------------------------------ | ---------- | ----------- | --------------------- | ------------------------------------- | --------------------------------------------------------------------------------------- |
| г. Лух           | Лухский госпиталь 2-го разряда для больных и раненых воинов  | 250        | 11-250      | ст. Вичуга            | 35                                    | г. Лух, Костромской губ., госпиталь; г. Лух, госпиталь                                  |
| с. Родники       | Родниковский госпиталь общеземской организации               | 155        | 11-155      | ст. Горкино           | 8                                     | с. Родники, Костромская губ., училище; Родники, училище                                 |
| с. Родники       | Родниковский госпиталь Юрьевецкого Земства                   | 160        | 11-160      | ст. Горкино           | 10                                    | с. Родники, Костромской губ., клуб Юрьевецкий; Родники, клуб                            |
| с. Родники       | Фабричная больница Т-ва м-ръ Анны Красильщиковой с сыновьями | 25         | 25          | -                     | 8                                     | Родники, фабричная больница Красильщиковой                                              |
| г. Юрьевец       | Юрьевецкая уездная земская больница                          | 45         | 1-10/11-35  | ст. Кинешма           | 60                                    | г. Юрьевец, Костромской губ., земская больница; г. Юрьевец Поволжский, земская больница |
| г. Юрьевец       | Госпиталь при Юрьевецкой женской гимназии                    | 105        | 11-105      | -                     | 60                                    | г. Юрьевец Поволжский, Женская гимназия                                                 |

## Церкви Юрьевецкого уезда
| №  | Название                                         | Год постройки | Тип        | Примечания                          |
| -- | ------------------------------------------------ | ------------- | ---------- | ----------------------------------- |
| 1  | Входоиерусалимский собор                         | 1733          | каменная   | Юрьевец                             |
| 2  | Сретенская церковь                               | 1757          | каменная   | Юрьевец                             |
| 3  | Благовещенская церковь                           | 1700          | каменная   | Юрьевец                             |
| 4  | Предтеченская церковь                            | 1800          | каменная   | Юрьевец                             |
| 5  | Печерская церковь                                | 1756          | деревянная | Юрьевец                             |
| 6  | Казанская церковь                                | 1754          | каменная   | Юрьевец                             |
| 7  | Церковь Рождества Спасителя                      | 1815          | каменная   | Юрьевец                             |
| 8  | Церковь во имя Преображения Господня             | 1746-1762     | каменная   | Юрьевец                             |
| 9  | Церковь во имя Богоявления Господня              | 1619-1620     | каменная   | Юрьевец                             |
| 10 | Троицкая церковь                                 | 1819          | каменная   | Юрьевец                             |
| 11 | Вознесенская церковь                             | 1764          | каменная   | Юрьевец                             |
| 12 | Петропавловская церковь                          | 1806          |            | Юрьевец                             |
| 13 | Церковь                                          | 1776          | каменная   | Пучеж                               |
| 14 | Преображенская церковь                           | 1799          | каменная   | Пучеж                               |
| 15 | Воскресенская церковь                            | 1717          | каменная   | Пучеж                               |
| 16 | Церковь                                          | 1799          | каменная   | Пучеж                               |
| 17 | Церковь                                          | 1776          |            | Пучеж                               |
| 18 | Преображенская церковь                           | 1799          |            | Пучеж                               |
| 19 | Успенский собор                                  | 1775          | каменная   | Лух                                 |
| 20 | Церковь                                          | 1754          | каменная   | Лух                                 |
| 21 | Воскресенская церковь                            |               |            | Лух                                 |
| 22 | Преображенская церковь                           | 1797          | каменная   | Лух                                 |
| 23 | Церковь Рождества Пресвятой Богородицы           | 1818          | каменная   | с. Пречистенское                    |
| 24 | Введенская церковь                               | 1766          | каменная   | с. Филисово                         |
| 25 | Церковь                                          | 1807          | каменная   | с. Филисово                         |
| 26 | Церковь Симеона Богоприимца                      | 1740          | каменная   | с. Семёновское                      |
| 27 | Преображенская церковь                           | 1768          | каменная   | с. Порздни                          |
| 28 | Казанская церковь                                | 1813          | каменная   | с. Макаровское                      |
| 29 | Тихоновская церковь                              |               | деревянная | с. Макаровское                      |
| 30 | Покровская церковь                               | 1766          | каменная   | с. Покров                           |
| 31 | Покровская церковь                               | 1816          | каменная   | с. Пельна                           |
| 32 | Церковь                                          | 1790          | каменная   | с. Болотново                        |
| 33 | Воскресенская церковь                            | 1822          | каменная   | с. Макатово                         |
| 34 | Церковь                                          | 1793          | деревянная | с. Макатово                         |
| 35 | Знаменская церковь                               | 1817          | каменная   | с. Башкино                          |
| 36 | Покровская церковь                               | 1815          | каменная   | с. Добрица                          |
| 37 | Успенская церковь                                | 1751          | каменная   | с. Порздни                          |
| 38 | Церковь во имя Благовещения Пресвятой Богородицы | 1822          | каменная   | с. Благовещенское                   |
| 39 | Георгиевская церковь                             | 1810          | каменная   | с. Георгиевское                     |
| 40 | Николаевская церковь                             | 1825          | каменная   | с. Георгиевское                     |
| 41 | Успенская церковь                                | 1818          | каменная   | с. Порхачево                        |
| 42 | Предтеченская церковь                            | 1785          | каменная   | с. Парское                          |
| 43 | Церковь                                          | 1802          | каменная   | с. Парское                          |
| 44 | Казанская церковь                                | 1777          | каменная   | с. Клоны                            |
| 45 | Воскресенская церковь                            | 1783          | каменная   | с. Лучкино                          |
| 46 | Владимирская церковь                             | 1760          | каменная   | с. Лучкино                          |
| 47 | Церковь                                          | 1812          | каменная   | с. Вознесенское, что на р. Возоболе |
| 48 | Церковь Рождества Христова                       | 1803          | каменная   | с. Сокольское                       |
| 49 | Михайловская церковь                             | 1806          | каменная   | с. Мелечкино                        |
| 50 | Никольская церковь                               | 1816          | каменная   | с. Мелечкино                        |
| 51 | Успенская церковь                                |               |            | с. Воротницы                        |
| 52 | Богословская церковь                             | 1781          | деревянная | с. Воротницы                        |
| 53 | Воскресенская церковь                            | 1823          | каменная   | с. Старо-Воскресенское              |
| 54 | Владимирская церковь                             | 1716          | деревянная | с. Болдырева пустынь                |
| 55 | Церковь Антония и Феодосия Печерских             | 1770          |            | с. Болдырева пустынь                |
| 56 | Михайловская церковь                             |               | деревянная | с. Архангельское                    |
| 57 | Ильинская церковь                                | 1813          | каменная   | с. Родники                          |
| 58 | Церковь Рождества Пресвятой Богородицы           | 1768          | деревянная | с. Талицы                           |
| 59 | Петропавловская церковь                          | 1810          | каменная   | с. Талицы                           |
| 60 | Преображенская церковь                           | 1822          | каменная   | с. Жуковка                          |
| 61 | Богоявленская церковь                            | 1806          | каменная   | с. Дорки                            |
| 62 | Вознесенская церковь                             | 1808          | каменная   | с. Лазаревка                        |
| 63 | Воскресенская церковь                            | 1775          | каменная   | с. Елнать                           |
| 64 | Тихвинская церковь                               | 1796          | каменная   | с. Мячево                           |
| 65 | Успенская церковь                                | 1812          | каменная   | с. Ильинское, что на р. Волге       |
| 66 | Ильинская церковь                                | 1793          | деревянная | с. Чуркино                          |
| 67 | Ильинская церковь                                | 1790          |            | с. Высоково                         |
| 68 | Николаевская церковь                             |               | деревянная | с. Сеготь                           |
| 69 | Церковь                                          | 1795          |            | с. Сеготь                           |
| 70 | Казанская церковь                                | 1811          | каменная   | с. Теплягино                        |
| 71 | Предтеченская церковь                            | 1819          | каменная   | с. Орехово                          |
| 72 | Воскресенская церковь                            | 1794          | каменная   | с. Соболево                         |
| 73 | Воздвиженская церковь                            | 1818          | каменная   | с. Воля                             |
| 74 | Церковь Рождества Христова                       | 1825          | каменная   | с. Борисоглебское                   |
| 75 | Воскресенская церковь                            | 1793          | каменная   | с. Листье                           |
| 76 | Церковь                                          | 1815          | каменная   | с. Листье                           |
| 77 | Николаевская церковь                             | 1767          | каменная   | с. Зарайское                        |
| 78 | Предтеченская церковь                            | 1800          | каменная   | с. Ячмень                           |
| 79 | Церковь                                          | 1808          | каменная   | с. Ячмень                           |
| 80 | Троицкая церковь                                 | 1822          | каменная   | с. Кандаурово                       |
| 81 | Церковь Рождества Божией Матери                  | 1768          |            | с. Высоково (Ильинское)             |
| 82 | Церковь                                          | 1787          |            | с. Высоково (Ильинское)             |
| 83 | Покровская церковь                               | 1836          | каменная   | с. Лужинки                          |
| 84 | Троицкая церковь                                 | 1754          | деревянная | с. Воронцово                        |
| 85 | Церковь                                          | 1787          | каменная   | с. Воронцово                        |
| 86 | Стефановская церковь                             | 1774          | каменная   | с. Кресты                           |